# Trésor de Chaourse

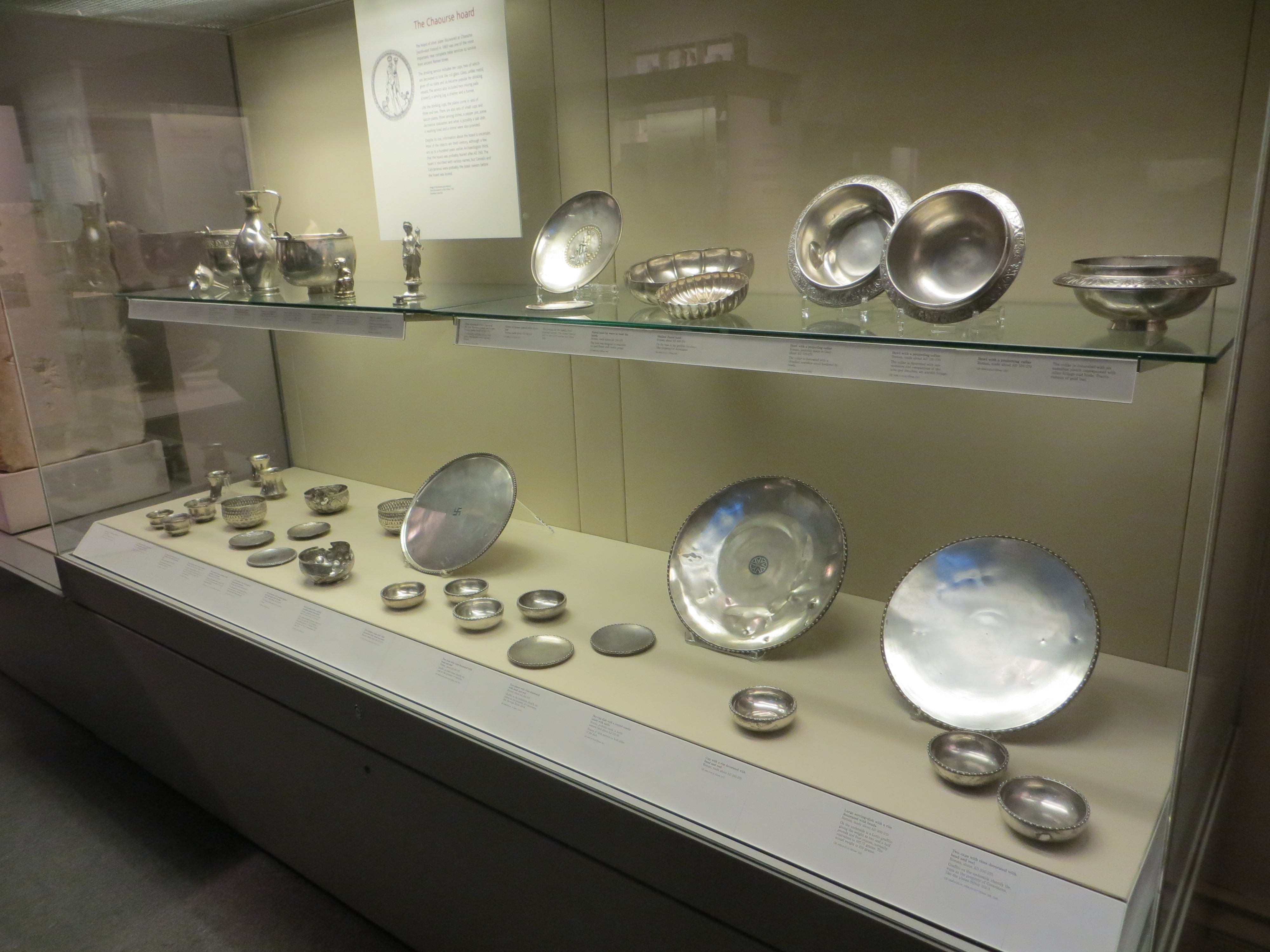
Vitrine présentant le trésor de Chaource au British Museum.

Le trésor de Chaourse est un important trésor d'argenterie romaine et gallo-romaine découvert en France, à Chaourse (Aisne), en 1883. Il est désormais exposé au British Museum à Londres.

## Découverte
Le trésor est découvert fortuitement en 1883 dans un champ près du village de Chaourse après un labour. Chaourse, Catusiacum à l'époque romaine, est situé sur la voie romaine qui reliait Reims à Bavay. La vaisselle d'argent, accompagnées de quelques pièces de monnaie était enveloppée dans les restes d'un tissu. En 1889, le British Museum se porte acquéreur de l'ensemble de la découverte.

## Composition du trésor

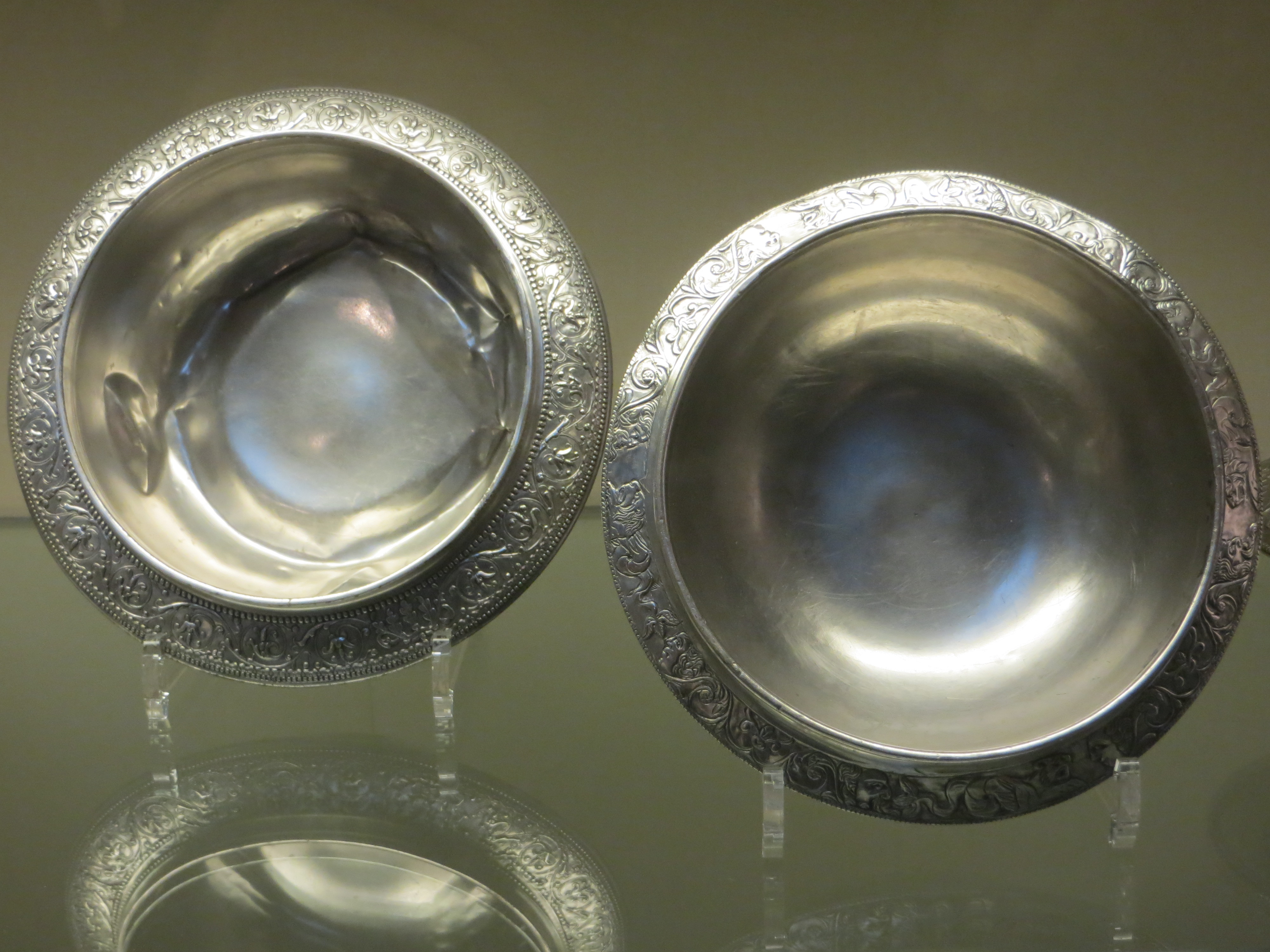
Deux coupes à collerette décorées de rinceaux de vigne

Le trésor se comporte 39 pièces, 6 sont en bronze argenté et les autres en argent. Cet ensemble comprend de la vaisselle, des objets de toilette et des décors de table, probablement le service d'argenterie d'un riche gallo-romain d'une villa locale.
Alors que quelques-uns des objets datent du IIe siècle, la plupart proviennent du IIIe siècle. Les noms de deux personnes - Genialis et Cavarianus - sont gravés sur certains des récipients d'argent. Ils étaient probablement les propriétaires initiaux du service. La période d'enfouissement est probablement vers 290, période d'incursions barbares dans la région.
Le trésor contient trois coupes à collerette, un produit caractéristique de l'orfèvrerie romaine des IIe et IIIe siècles, en forme de bol quasi hémisphérique avec un pied annulaire, muni d'une collerette de quelques centimètres de largeur et décorée de motif. Leurs dimensions sont de 23,5 cm, 20,5 cm et 22 cm de diamètre, pour un poids de 845 g, 854 g et 983 g respectivement. Deux des coupes de Chaourse sont décorées de rinceaux de vigne. La troisième coupe montre une collerette avec un décor juxtaposant des thèmes végétaux avec des rinceaux très stylisés, dionysiaques avec deux têtes de satyre, l'un jeune, l'autre vieux, et mythologiques avec des couples de lion et lionnes marins.
Une autre pièce remarquable est une poivrière anthropomorphe, figurant un thème fréquent des vases anthropomorphes, l'esclave éthiopien endormi, attendant son maître, une lanterne à ses pieds.

## Galerie

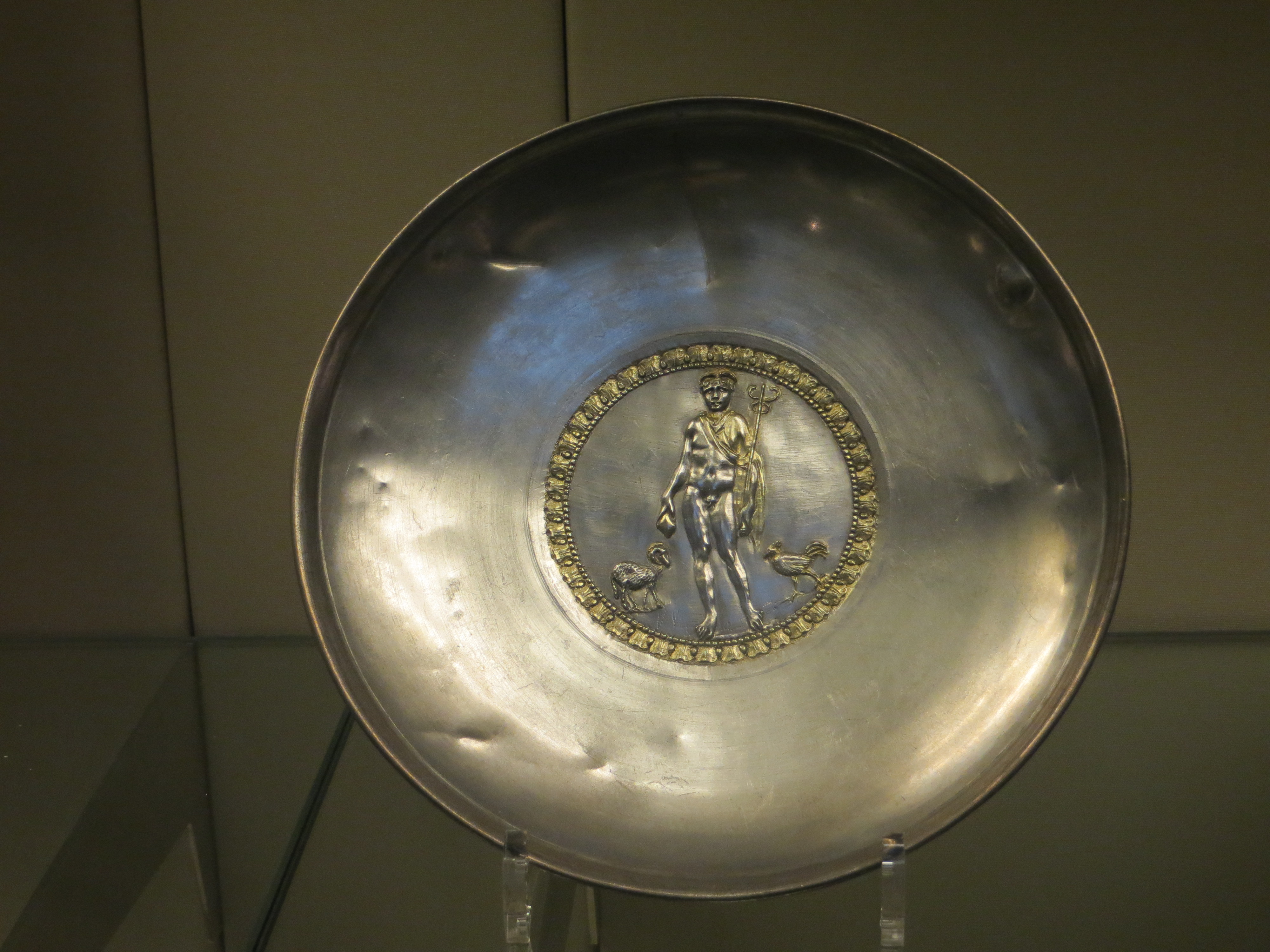
Assiette avec Mercure dans le médaillon central
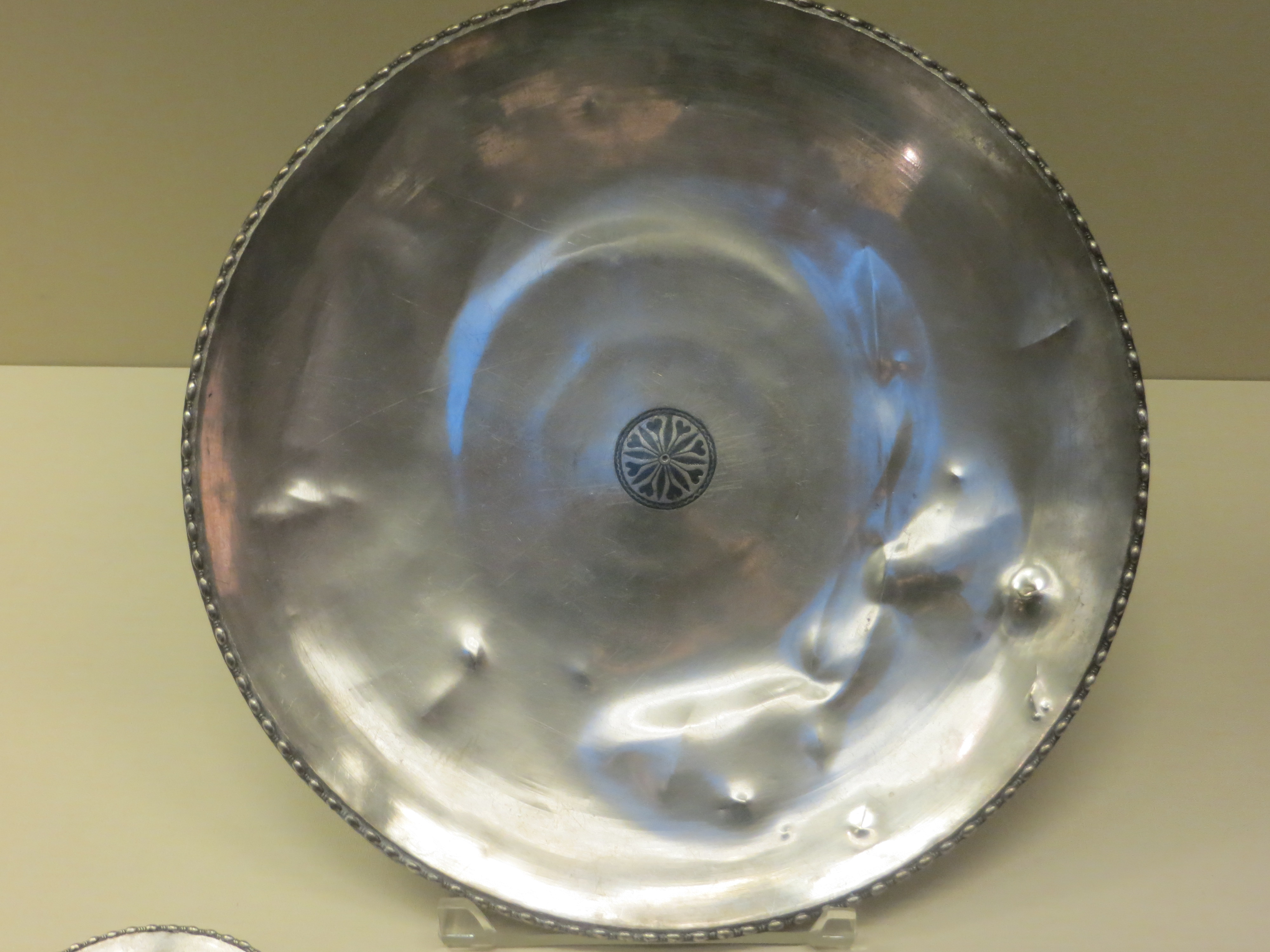
Plat au bord godronné avec un motif de feuilles au centre
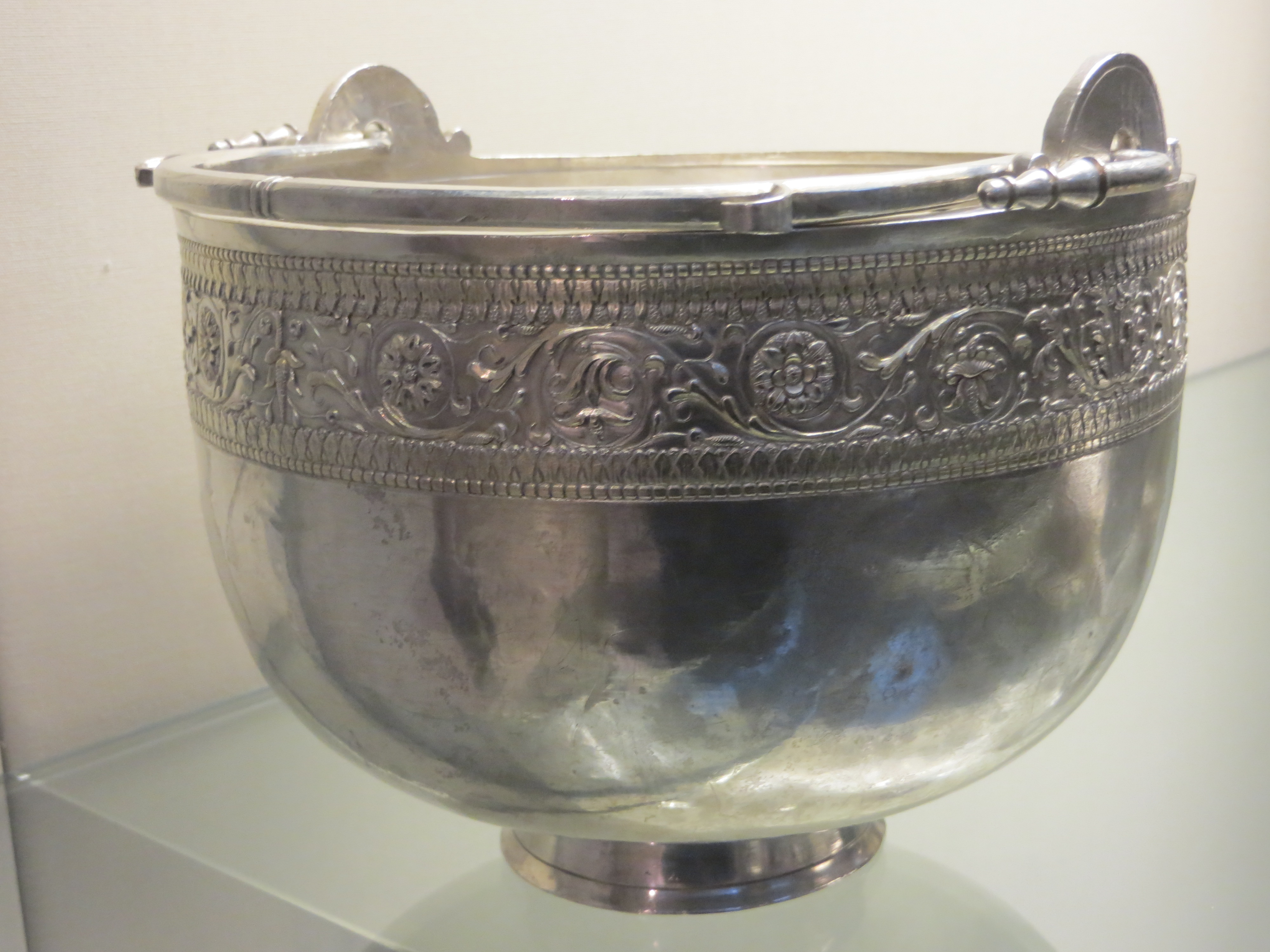
Situla, récipient avec une anse
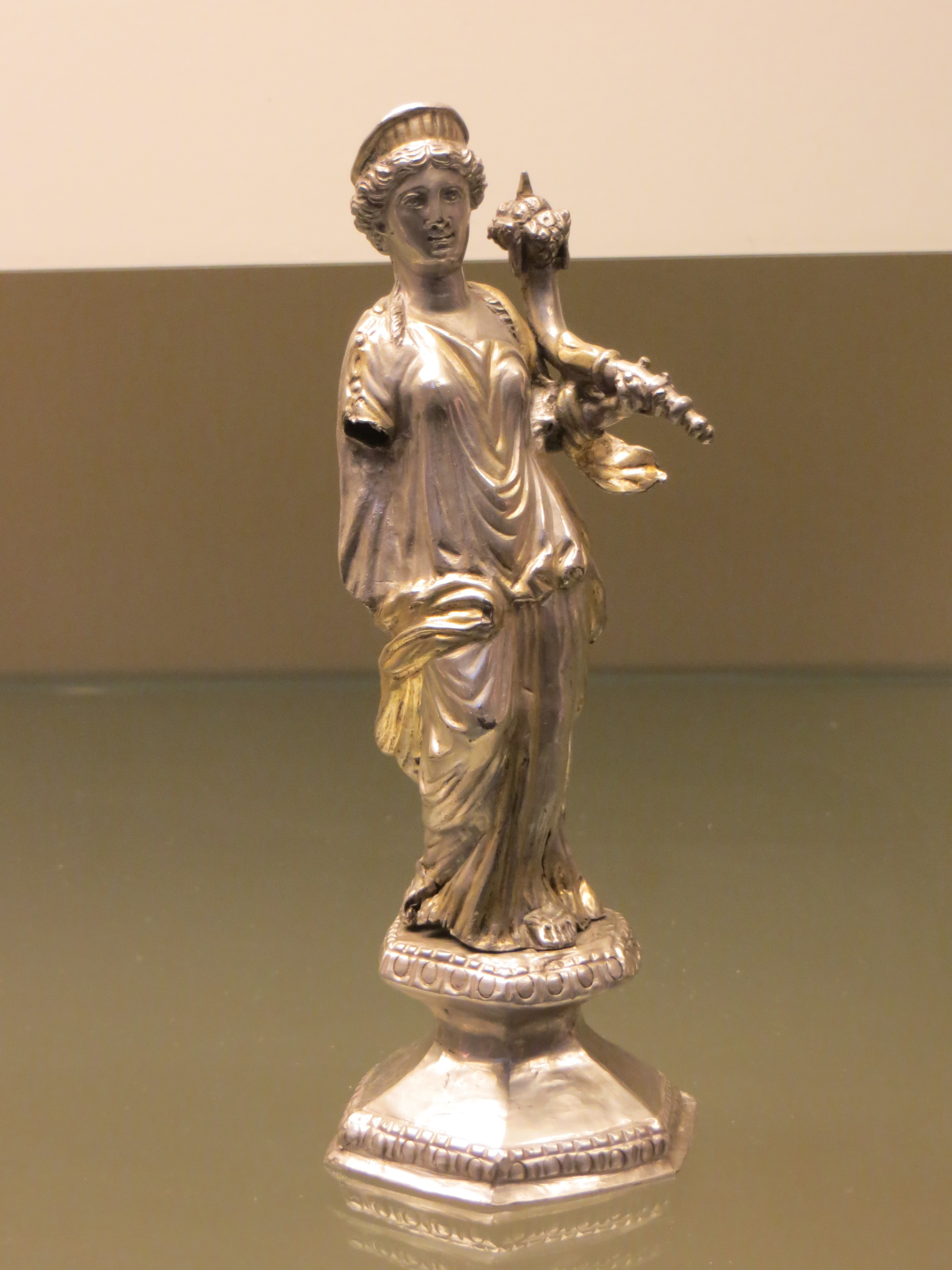
Statuette de la déesse Fortuna
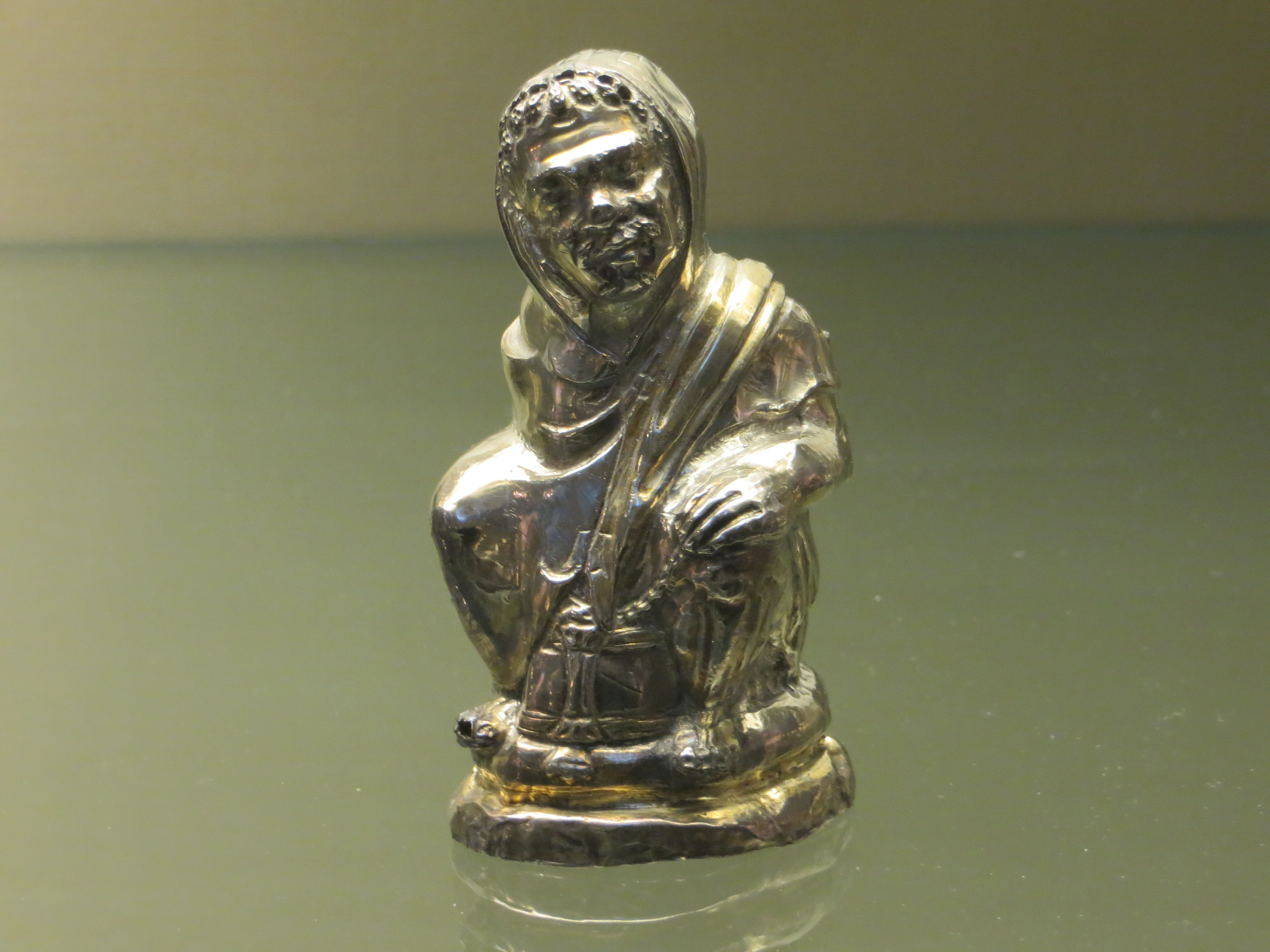
Poivrière antropomorphe
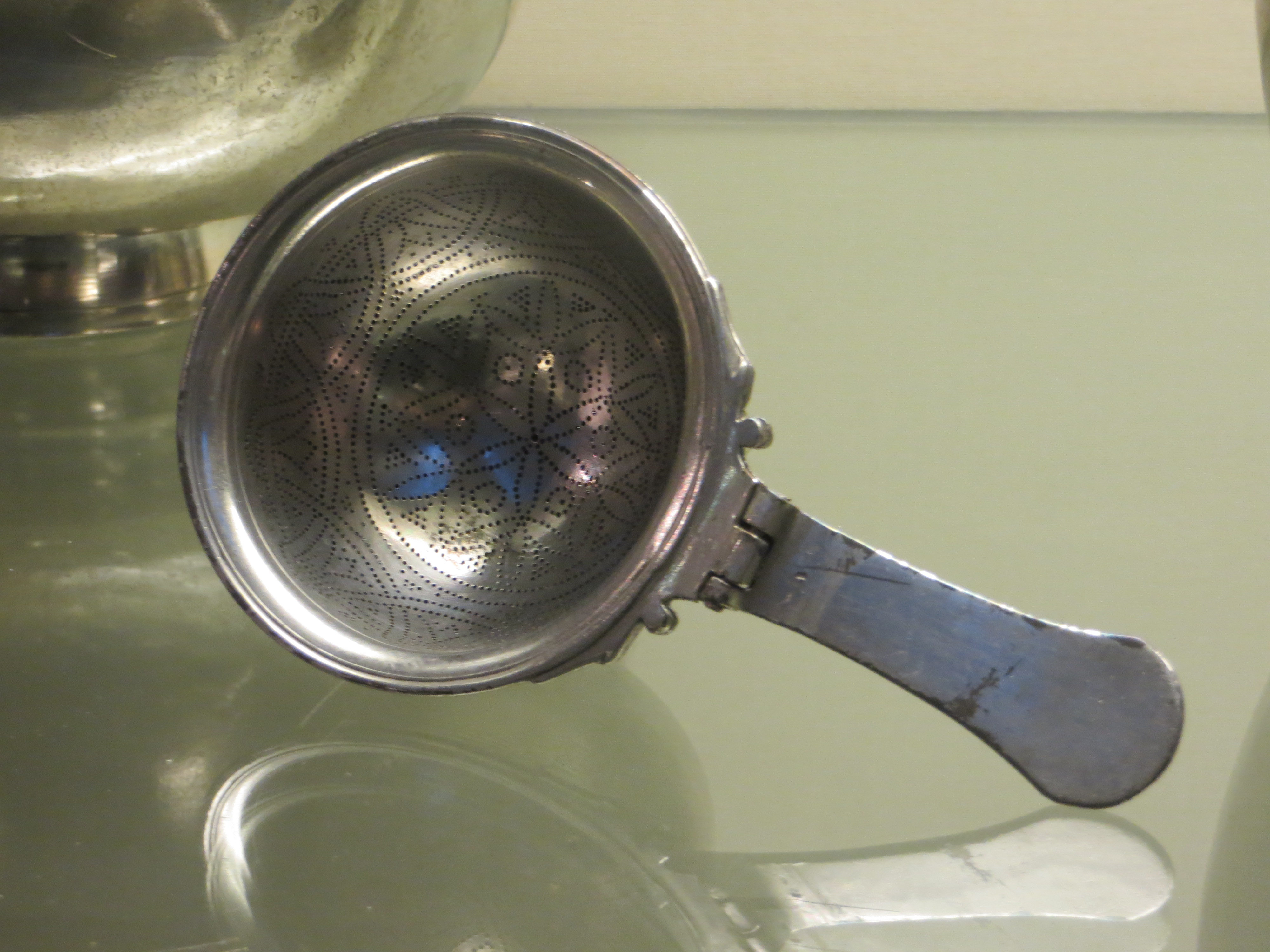
Passoire à motifs géométriques
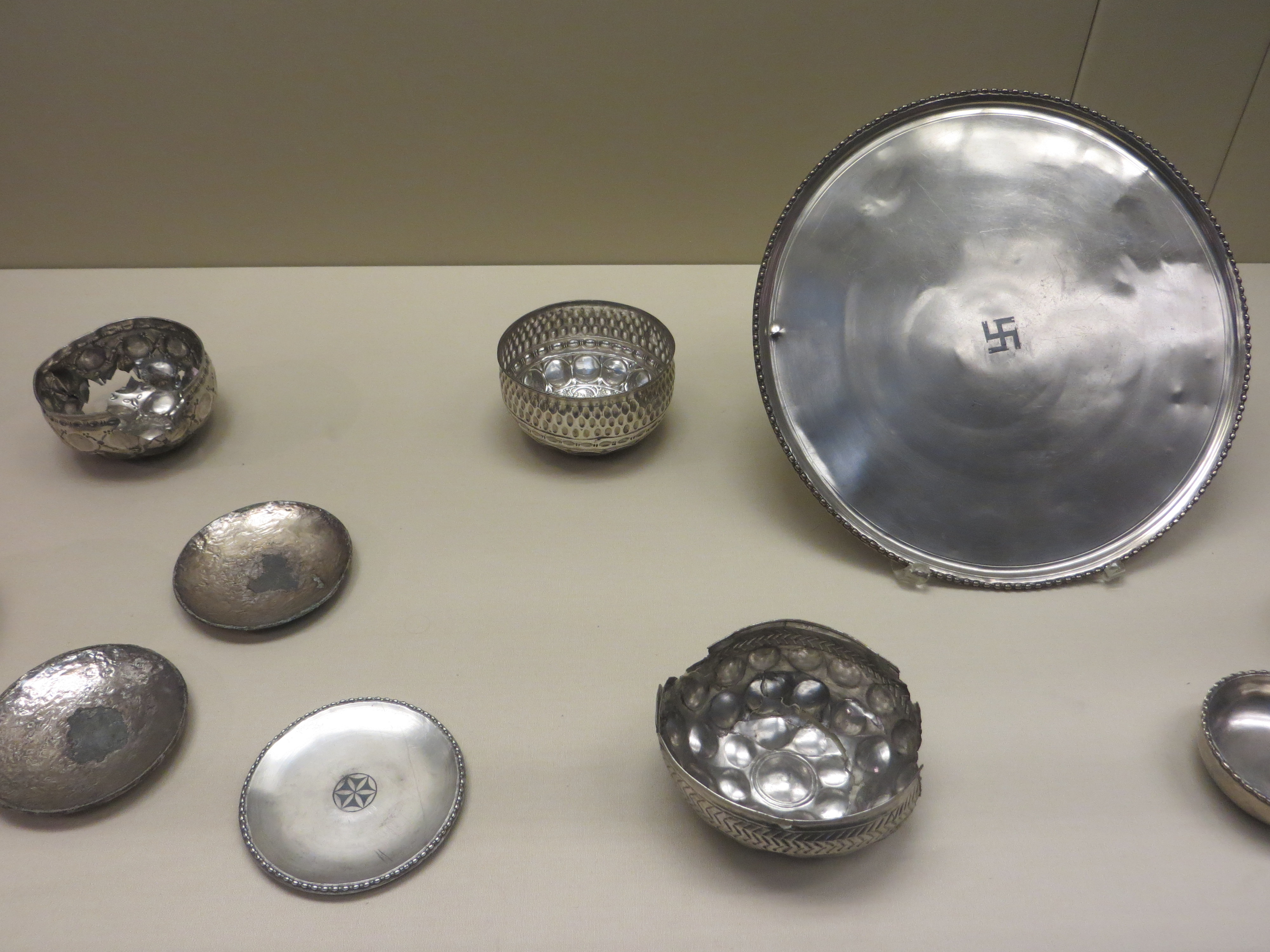
Plat décoré d'une swastika